# Ne leči menja
Ne leči menja (Не лечи меня) è un film del 2021 diretto da Michail Marales.

## Trama
Un chirurgo traumatologico si mette costantemente nei guai a causa della sua gentilezza, ma allo stesso tempo mantiene una visione positiva della vita nonostante tutti i nemici e le circostanze.